# Празька телевежа

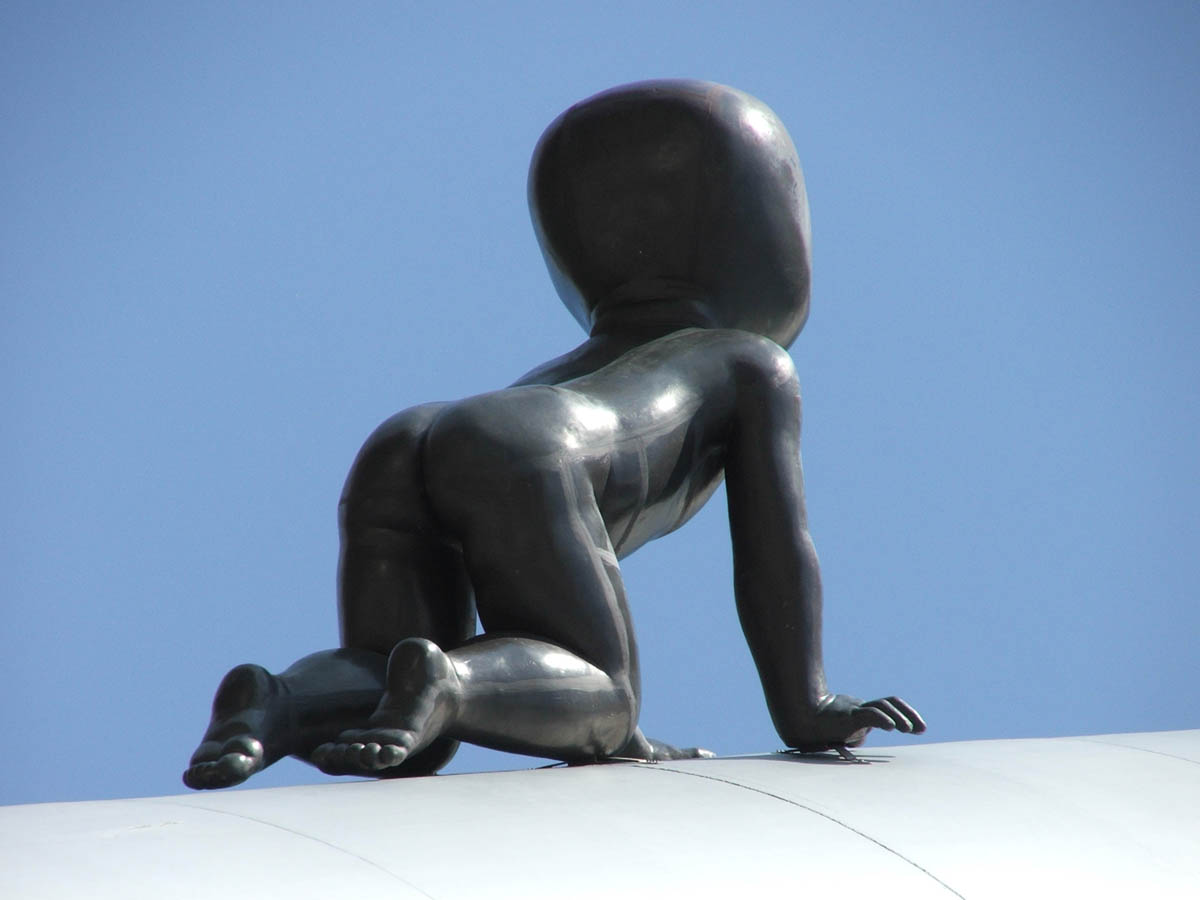

Празька телевежа або Жижковська телевежа (чеськ. Žižkovský vysílač) — окремо розташована теле- і радіовежа (заввишки 216 м) у столиці Чехії місті Прага.

## Загальні відомості
Вежа складається з трьох бетонних стовпів, що сполучені між собою поперечними площадками, на яких знаходиться телерадіомовне устаткування, ресторан, кав'ярня і три оглядових приміщення. Своїм виглядом вежа нагадує ракету на пусковому майданчику. Цікавою прикрасою вежі є фігури маленьких дітей, які нібито повзають по ній (композиція «Малята» Давида Черного, 2000 рік).
Ліфтом можна потрапити в ресторан (висота 66 м) і на оглядовий майданчик, який розташований на висоті 93 м, звідти можна роздивитися Прагу й навколишні краєвиди на відстань до 100 км. Швидкість руху ліфтів складає 4 м/сек. Вага вежі — 11 800 т.

## Галерея

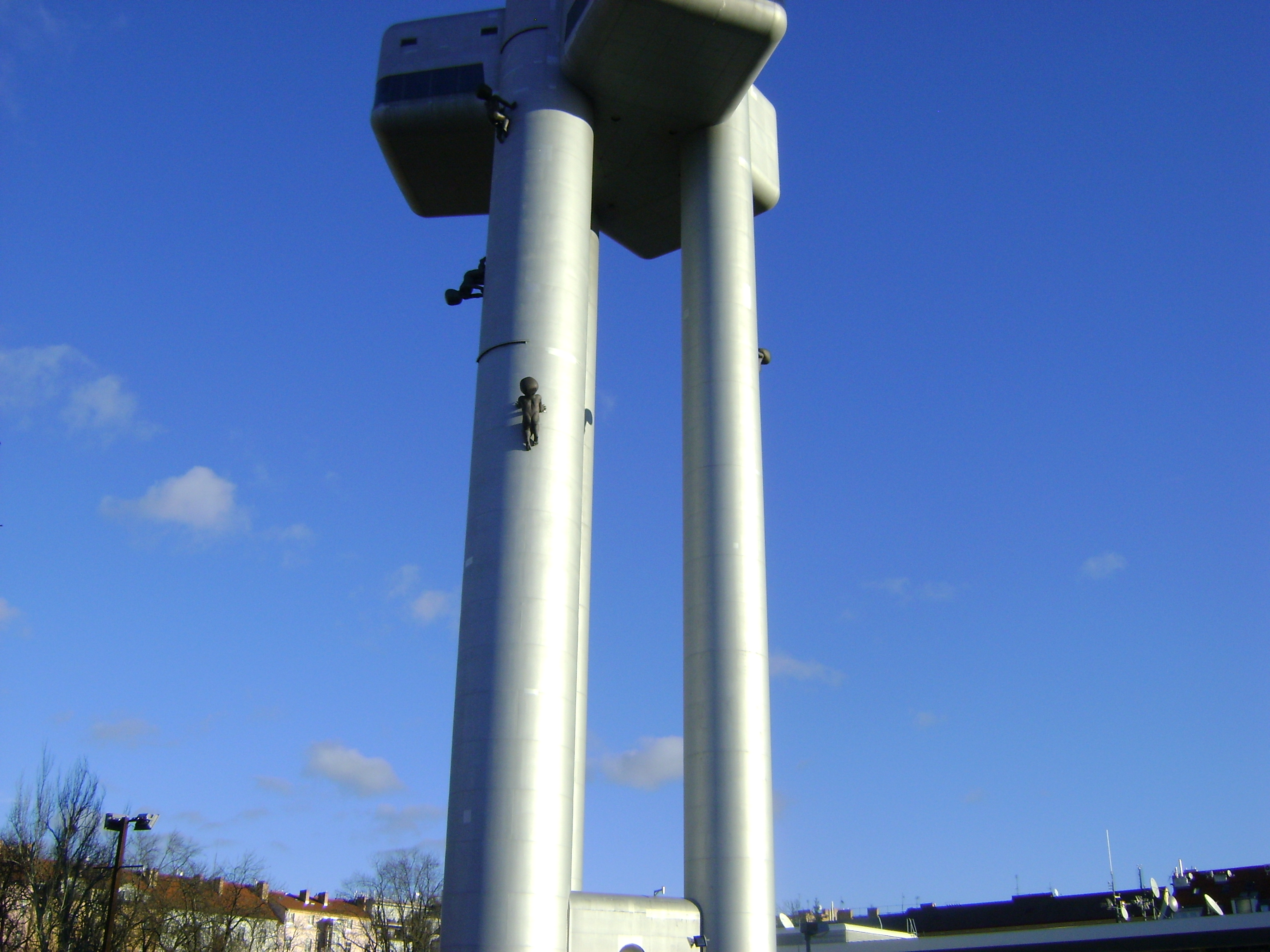
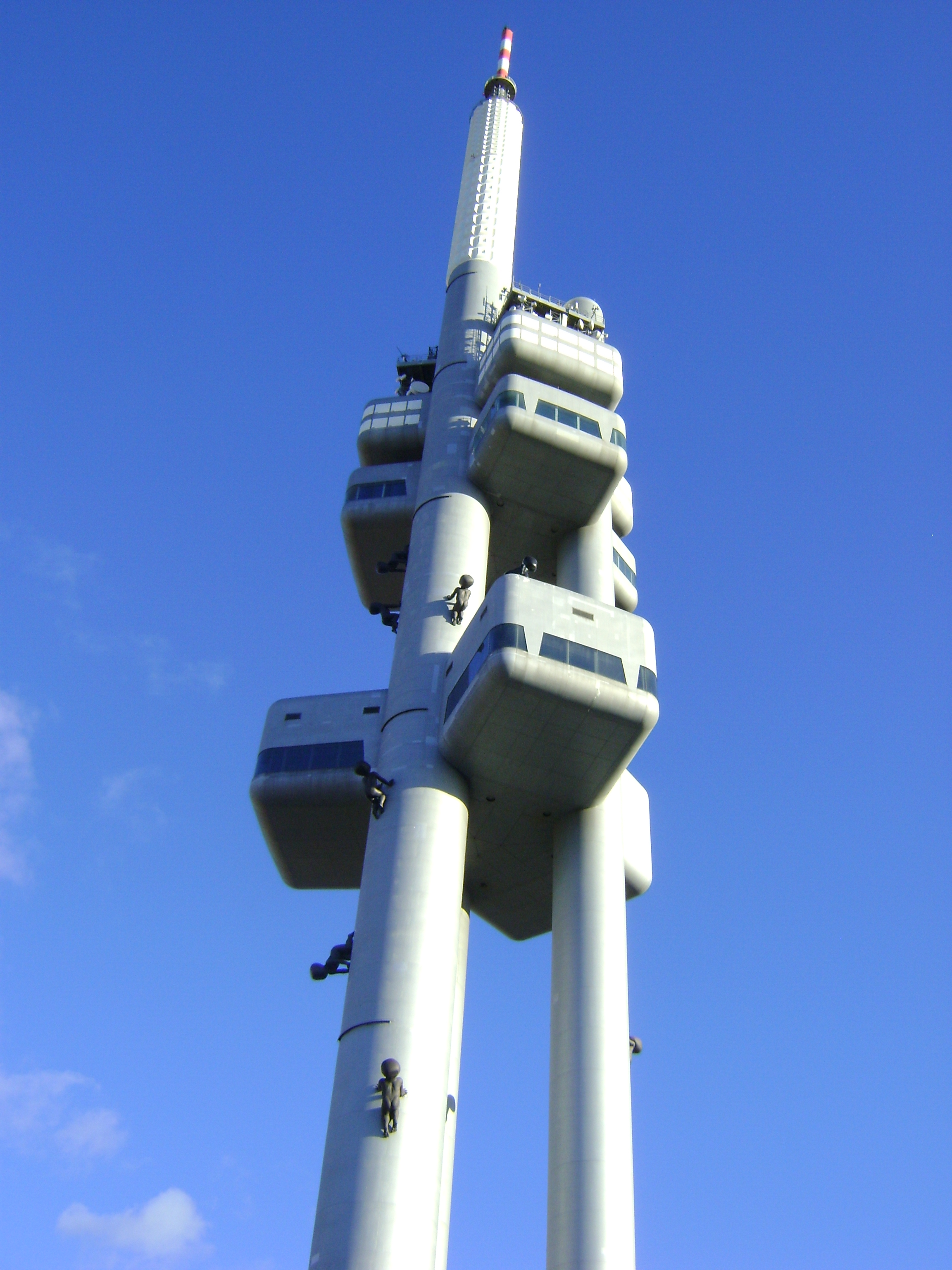
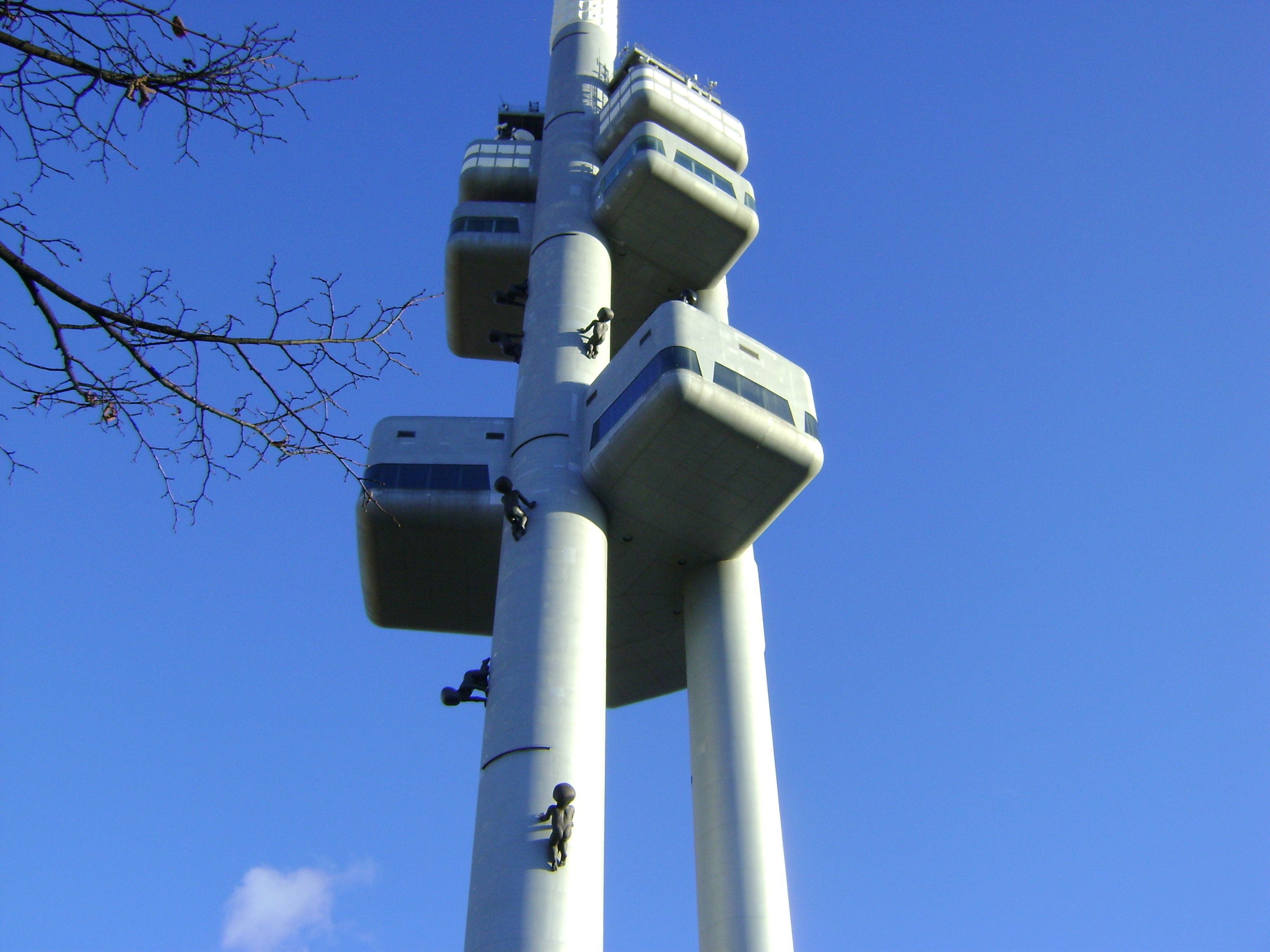
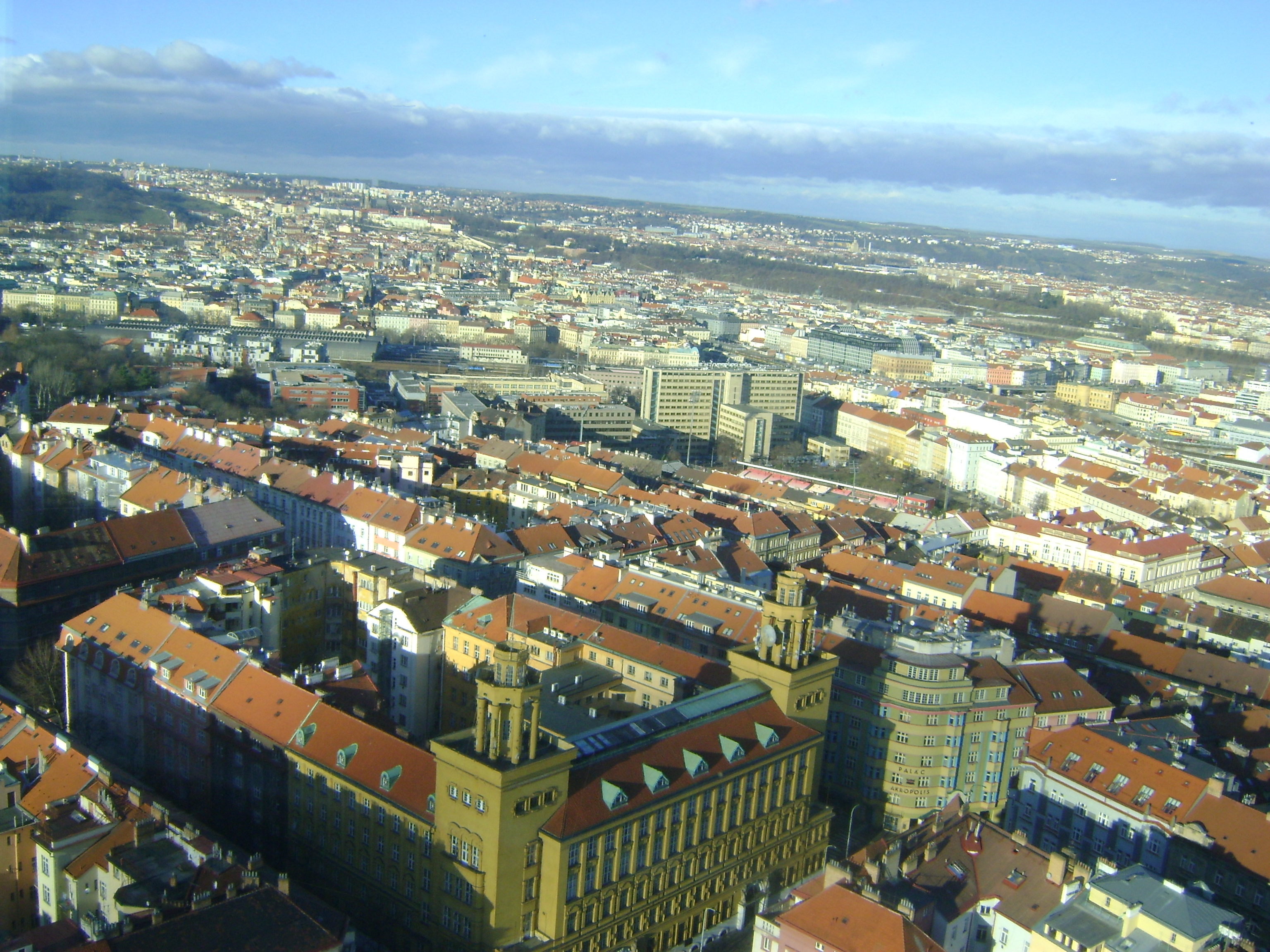